# Charles Pasley
Sir Charles William Pasley (Eskdalemuir, 8 settembre 1780 – Londra, 19 aprile 1861) è stato un generale e ingegnere militare britannico.
Studiò il telegrafo ottico e la malta idraulica, ma si occupò anche degli argini del Tamigi. Nel 1853 divenne comandante del genio militare britannico.